# Vicente Guerrero, Fresnillo
Vicente Guerrero är en ort i Mexiko.   Den ligger i kommunen Fresnillo och delstaten Zacatecas, i den centrala delen av landet, 600 km nordväst om huvudstaden Mexico City. Vicente Guerrero ligger 2 187 meter över havet och antalet invånare är 440.
Terrängen runt Vicente Guerrero är platt åt sydost, men åt nordväst är den kuperad. Runt Vicente Guerrero är det ganska glesbefolkat, med 38 invånare per kvadratkilometer. Närmaste större samhälle är San José del Río, 8,2 km öster om Vicente Guerrero. Omgivningarna runt Vicente Guerrero är i huvudsak ett öppet busklandskap.